# Aria Wallace

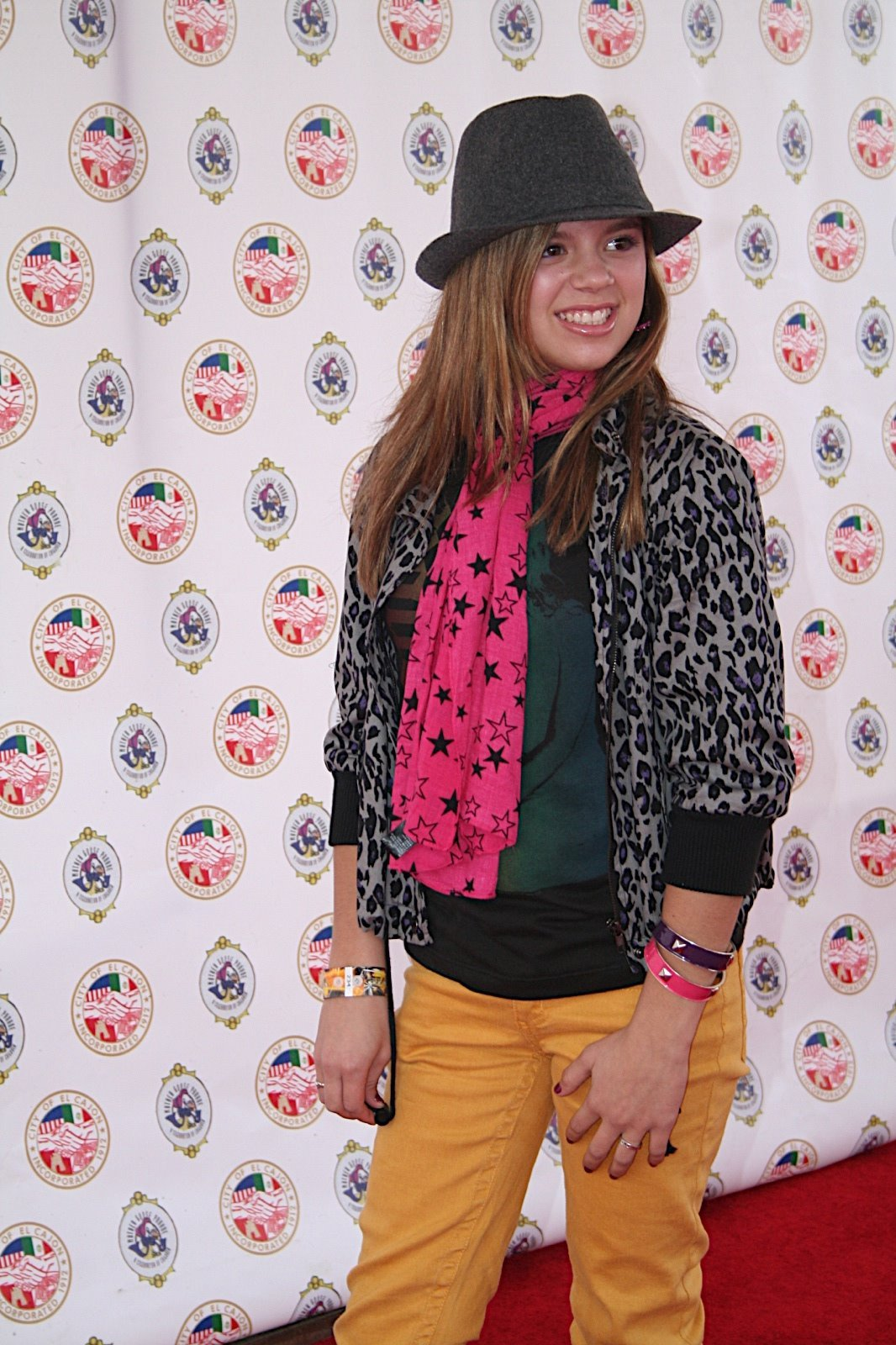
Aria Wallace (2008)

Aria Wallace (* 3. November 1996 in Atlanta, Georgia) ist eine US-amerikanische Schauspielerin.

## Leben
Wallace trat unter anderem in The Perfect Man als Zoe, an der Seite von Hilary Duff, auf. Gastrollen hatte sie in Desperate Housewives, Strong Medicine: Zwei Ärztinnen wie Feuer und Eis sowie in CSI: NY und iCarly. Außerdem spielte sie die Hauptrolle der Roxy Hunter in Roxy Hunter und der abgedrehte Geist und Roxy Hunter und das Geheimnis des Schamanen.

## Filmografie (Auswahl)
- 2003: Charmed – Zauberhafte Hexen (Charmed, Fernsehserie, Episode 6x01)
- 2003: Carnivàle (Fernsehserie, Episode 1x04)
- 2003: Die wilden Siebziger (That ’70s Show, Fernsehserie, Episode 6x07)
- 2004: Für alle Fälle Amy (Judging Amy, Fernsehserie, Episode 5x21)
- 2004: Strong Medicine: Zwei Ärztinnen wie Feuer und Eis (Strong Medicine, Fernsehserie, Episode 5x18)
- 2005: Desperate Housewives (Fernsehserie, Episode 1x17)
- 2005: The Perfect Man
- 2005: CSI: NY (Fernsehserie, Episode 2x02)
- 2005: Criminal Minds (Fernsehserie, Episode 1x03)
- 2007: Roxy Hunter und der abgedrehte Geist (Roxy Hunter and the Mystery of the Moody Ghost)
- 2008: Roxy Hunter und das Geheimnis des Schamanen (Roxy Hunter and the Secret of the Shaman)
- 2008–2009: iCarly (Fernsehserie, zwei Episoden)